# Dębina (województwo podkarpackie)
Dębina – wieś w Polsce położona w województwie podkarpackim, w powiecie łańcuckim, w gminie Białobrzegi.
| SIMC    | Nazwa   | Rodzaj    |
| ------- | ------- | --------- |
| 0643732 | Księże  | część wsi |
| 0643749 | Wątocze | część wsi |

W latach 1975–1998 miejscowość administracyjnie należała do województwa rzeszowskiego.
Dębina jest usytuowana w całości swojego obszaru na terenie Pradoliny Podkarpackiej – zapadliska przedkarpackiego o płaskiej powierzchni i rolniczym charakterze. Wieś ciągnie się równoleżnikowo wzdłuż rzeki Wisłok oraz drogi powiatowej Łańcut – Białobrzegi. Z południowego kierunku przepływa przez Dębinę rzeka Sawa, która wpada do Wisłoka w sąsiedniej wsi Wola Dalsza. Całość Dębiny znajduje się na obszarze doliny Wisłoka, co powoduje obecność licznych dawnych meandrów i zakoli rzecznych, zwanych przez miejscową ludność Wisłoczyskami lub Starym Wisłokiem.
W południowej, graniczącej z Głuchowem części zlokalizowany jest zakład przetwórstwa rolno-warzywnego, wyspecjalizowany w uprawie ogórków i pomidorów szklarniowych.

## Osoby związane z miejscowością
- Franciszek Dubiel – inżynier, porucznik piechoty I Brygady Legionów Polskich[6].